# Stranka demokratske akcije
Die Stranka demokratske akcije (deutsch Partei der demokratischen Aktion, kurz SDA) ist eine bosniakisch dominierte, nationalistische und konservative politische Partei in Bosnien und Herzegowina. Ihre Gründung wurde im März 1990 angekündigt. Auf dem Gründungskongress am 26. Mai 1990 in Sarajevo wurde Alija Izetbegović zum Vorsitzenden gewählt. Laut dem damaligen Programm sah sich die Partei als Vertretung aller muslimischen Bürger Jugoslawiens. Izetbegović führte die Partei von 1990 bis 2001. Die SDA war von 1990 bis heute mit Ausnahme der Jahre 2000–2002 sowie 2023 stets an der Regierung von Bosnien und Herzegowina beteiligt. Bei jeder Parlamentswahl seit 1990 wurde die SDA zur stärksten politischen Kraft der Bosniaken.

## Positionen
Auf dem dritten Parteikongress der SDA am 13. Oktober 2001 wurde Sulejman Tihić zum neuen Parteivorsitzenden der SDA gewählt. Er orientierte die lange als Nationalpartei der Bosniaken geltende Partei zur politischen Mitte hin. Dieser Kurs ist innerparteilich umstritten. Nach der Niederlage Tihićs bei den Wahlen zum Staatspräsidium gegen Haris Silajdžić hat der islamisch-konservative Parteiflügel seine Kritik am Kurs der Partei verstärkt. Allerdings wurde die SDA bei den Parlamentswahlen am 1. Oktober 2006 erneut (nach Sitzen) stärkste Partei und konnte ihre Position bei den Kommunalwahlen 2008 bestätigen.
Am 26. Mai 2009 wurde Sulejman Tihić als Vorsitzender wiedergewählt. Nach Tihićs Tod im September 2014 übernahm Bakir Izetbegović, der Sohn des ersten Vorsitzenden, die Führung der Partei. Seine Position wurde durch die erfolgreiche Wiederwahl zum bosniakischen Mitglied des Staatspräsidiums gestärkt. Von 2018 bis 2022 war Šefik Džaferović für die SDA Mitglied des Staatspräsidiums.
Die SDA sieht Bosnien und Herzegowina als „demokratischen, regionalisierten, sozialen und säkularen Rechtsstaat mit drei Verwaltungsebenen“, der gesamtstaatlichen, der regionalen und der lokalen. Die beiden Entitäten sollen durch fünf oder mehr multiethnische Regionen abgelöst werden, die nach wirtschaftlichen, historischen, verkehrsmäßigen und kulturellen Prinzipien gebildet werden.
Die SDA hat einen Beobachterstatus in der Europäischen Volkspartei. Die SDA verfügt unter der Bezeichnung Asocijacija mladih SDA über eine Jugendorganisation und mit der Asocijacija Žena über eine Frauenorganisation.
Schwesterparteien der SDA existieren in Kroatien, Serbien (Sandžak) und in Nordmazedonien.

## Geschichte
Die Partei der Demokratischen Aktion (SDA) wurde am 26. Mai 1990 in Sarajevo als „Partei des muslimischen kulturgeschichtlichen Kreises“ gegründet. Es war eine Verwirklichung der Idee von Alija Izetbegović einer islamischen religiösen und nationalen Partei in Bosnien und Herzegowina. An der Gründung der Partei beteiligten sich viele Mitglieder der Islamischen Gemeinschaft Bosnien und Herzegowinas, darunter auch Imame. Alija Izetbegović, der zum Vorsitzenden gewählt wurde, versuchte, Streitigkeiten zwischen den muslimisch-nationalistischen Islamisten unter Omer Behmen und den linken Muslimen unter Adil Zulfikarpašić zu schlichten. 
Die Partei hat ihre Wurzeln in der alten Jugoslawischen Muslimischen Organisation, einer konservativen muslimischen Partei im Königreich Jugoslawien. Die Behörden verweigerten die erneute Nutzung dieses Namens. Die Jugoslawische Muslimische Organisation war eine Nachfolgerin der Muslimanska Narodna Organizacija (Muslimische Nationale Organisation), einer konservativen muslimischen Partei, die 1906 während der österreichisch-ungarischen Ära gegründet wurde. Diese war ihrerseits eine Nachfolgerin der konservativen muslimischen „Bewegung für Waqf und Bildungsautonomie“ (Pokret za vakufsko-mearifsku autonomiju), die bis ins Jahr 1887 zurückreicht.
Nach dem Zerfall Jugoslawiens Anfang der 1990er Jahre erzielte die SDA bei Wahlen beachtliche Erfolge. Sie gründete die Zeitung Ljiljan. Die Partei bleibt die stärkste politische Partei der bosniakischen Bevölkerung in Bosnien und Herzegowina.
Im November 2000 wurde die Partei von der Sozialdemokratischen Partei und anderen in der „Allianz für Veränderung“ zusammengeschlossenen Parteien besiegt und befand sich zum ersten Mal seit ihrer Gründung in der Opposition. Nach den Parlamentswahlen 2022 wurde die SDA erneut zur größten Partei in Bosnien und Herzegowina gewählt, jedoch wurde sie bei der Regierungsbildung ausgeschlossen.
Die Partei hat Niederlassungen in Slowenien, Kosovo, Nordmazedonien, Kroatien und der serbischen Region Sandžak. Eines der Ziele der Partei außerhalb Bosnien und Herzegowinas ist die Vertretung und Verteidigung der Interessen der Bosniaken und anderer muslimischer Südslawen in der gesamten Balkanregion. In Montenegro fusionierte die SDA mit kleineren bosniakischen und slawisch-muslimischen Parteien zur Bosniakischen Partei.
Die Partei hat den Status als Beobachtermitglied der Europäischen Volkspartei (EVP).

## Ideologie
Die Partei der Demokratischen Aktion ist die wichtigste Hochburg der rechtsorientierten Bosniaken, insbesondere der Nationalisten und Konservativen. Sie wird daher als nationalkonservativ bezeichnet. Sie unterstützen die Zentralisierung der Regierung von Bosnien und Herzegowina. Außenpolitisch tendieren sie zu einer atlantischen Haltung und befürworten den Beitritt Bosnien und Herzegowinas zur NATO und zur Europäischen Union.

## Präsidenten der Partei
- Alija Izetbegović 1990–2001
- Sulejman Tihić 2001–2014
- Bakir Izetbegović seit 2014